# Сеат тарако
Сеат тарако (шп. Seat Tarraco) теренски је аутомобил који производи шпанска фабрика аутомобила Сеат од октобра 2018. године.

## Историјат
Тарако је највећи СУВ шпанског произвођача аутомобила, позициониран је изнад ароне и атеке. Производни модел је представљен 18. септембра 2018. године, а званично на сајму аутомобила у Паризу октобра исте године. На европско тржиште је стигао почетком 2019. године. Име је добио по граду из римског доба Тараку, односно по данашњем медитеранском граду Тарагони, који се налази у Каталонији. Производи се у Фолксвагеновом погону у Волфсбургу у Немачкој. На кинеском тржишту се продаје под називом Џета VS7, али са нешто другачијим дизајном предњег и задњег дела возила.

### Опрема
Опционо је доступан са седам седишта, а заснован је на платформи MQB-A2 Фолксваген групе, која је уско повезана са Фолксваген тигуаном олспејс и Шкодом кодијак. Унутрашњост тарака је пространа, са капацитетом пртљажника од 750 до 1920 литара.
На врху централне конзоле истиче се 8-инчни екран осетљив на додир. Ови екрани су обично уклопљени у командну таблу код возила немачке групације, док у тараку дисплеј више личи на таблет. На располагању је дигитална инструмент табла са 10,25-инчним екраном уместо аналогних сатова. Од савремених технологија, као стандардни део опреме, поседује адаптивни систем ослањања и систем асистенције возачу, као што је front assist са функцијом препознавања и упозорења пешака и бициклиста на путу. Доступни су и многи опциони електронски системи и технологије: blind spot detection, traffic sign recognition, traffic jam assist, adaptive cruise control, light assist и emergency assist.
На европским тестовима судара 2019. године, тарако је добио максималних пет звездица за безбедност.

## Мотори
Обухвата два бензинска и два дизел мотора и један на хибридни погон, кога покреће турбо-бензинац од 1.4 (150 КС) са електромотором од 115 КС. Основни бензински мотор је 1.5 TSI са 150 КС и шестостепеним мануелним мењачем и погоном на предњим точковима. Јачи бензинац је опремљен са 2.0 TSI мотором од 190 КС и седмостепеним аутоматизованим мењачем са дуплим квачилом и погоном на све точкове. Дизелаши су опремљени са познатим 2.0 TDI мотором од 150 КС и 190 КС. Снажнији је доступан са погоном на свим точковима и седмостепеним мењачем са дуплим квачилом.
|                          | 1.5 TSI ACT     | 2.0 TSI 4Drive  | 1.4 PHEV        | 2.0 TDI         | 2.0 TDI 4Drive  | 2.0 TDI 4Drive  |
| ------------------------ | --------------- | --------------- | --------------- | --------------- | --------------- | --------------- |
| Производња               | од 12/2018      | од 01/2019      | од 2020         | од 12/2018      | од 01/2019      | од 12/2018      |
| Гориво                   | бензин          | бензин          | хибрид          | дизел           | дизел           | дизел           |
| Цилиндри/вентили         | 4 / 16          | 4 / 16          | 4 / 16          | 4 / 16          | 4 / 16          | 4 / 16          |
| Запремина                | 1498 cm³        | 1984 cm³        | 1395 cm³        | 1968 cm³        | 1968 cm³        | 1968 cm³        |
| Максимална снага         | 110 kW / 150 КС | 140 kW / 190 КС | 180 kW / 245 КС | 110 kW / 150 КС | 110 kW / 150 КС | 140 kW / 190 КС |
| Максимални обртни момент | 250 Nm          | 320 Nm          | 400 Nm          | 340 Nm          | 340 Nm          | 400 Nm          |
| Погон                    | напред          | 4×4             |                 | напред          | 4×4             | 4×4             |
| Степен преноса           | 6° мануелни     | 7° аутоматик    |                 | 6° мануелни     | 7° аутоматик    | 7° аутоматик    |
| Однос компресије         | 10,5 : 1        | 11,65 : 1       |                 | 16,2 : 1        | 16,2 : 1        | 15,5 : 1        |
| Максимална брзина        | 201 km/h        | 211 km/h        | 217 km/h        | 202 km/h        | 198 km/h        | 210 km/h        |
| Убрзање (0–100 km/h)     | 9,7 сек.        | 8,0 сек.        | 7,4 сек.        | 9,8 сек.        | 9,8 сек.        | 8,0 сек.        |
| Потрошња (комбиновано)   | 6,6 l/100 km    | 7,3 l/100 km    | 1,9 l/100 km    | 4,9 l/100 km    | 5,6 l/100 km    | 5,6 l/100 km    |

## Галерија
- Бочни део
- Задњи део
- Унутрашњост